# Josep Maria Capdevila i Balanzó
Josep Maria Capdevila i Balanzó (Olot, Garrotxa, 14 de juny de 1892 - Banyoles, Pla de l'Estany, 3 de gener de 1972) fou un escriptor i filòsof català, llicenciat en Dret, i durant un temps passà pels Estudis Universitaris Catalans.
Era fill de Vicenç Capdevila Boloix (es troba també amb la grafia Vicents o Vicens de l’època), natural de Sant Vicenç dels Horts (1867-1935), que fou notari d’Olot entre 1890 i 1926, i de Teresa de Balanzó i Pons.
El 1919 fou nomenat, amb Joan Crexells, assistent del seminari de filosofia d'Eugeni d'Ors i fou un dels fundadors de la Societat Catalana de Filosofia (1923); feu també algunes substitucions a l'Escola de Bibliotecàries. El 1925 dirigí la revista La Paraula Cristiana, iniciada per Carles Cardó. El 1929 fundà el diari catòlic El Matí i en fou director fins al 1934, quan fou defenestrat en una maniobra del Bisbat de Barcelona, que ja preparava la confrontació civil. Fou un dels membres de la primera etapa de la Institució de les Lletres Catalanes i un dels assistents a la darrera sessió celebrada el 27 de gener de 1939 al Mas Perxés d'Agullana.
Aquell mateix any fundà amb Joan Rebull i Ignasi Mallol el Taller-Escola d'Art de Tarragona. Exiliat el 1939, fou professor de literatura i filosofia a la Universitat de Popayán a Colòmbia, i després al Liceo Benalcázar de Santiago de Cali. Visqué retirat, des del 1965, a Banyoles on restà fins a la seva mort el 1972.
D'una formació profunda com a filòsof, seguí amb llibertat les tendències tomistes modernes i estudià Llull i Eiximenis. Estigué molt influït per les idees del franciscà Miquel d'Esplugues i per l'obra de catòlics renovadors com Gilbert K. Chesterton, Léon Bloy i, molt especialment, Jacques Maritain.
Intentà renovar la tradició de l'Escola Tomista de Barcelona i connectà els sectors catòlics amb les noves idees de la democràcia cristiana europea, però fracassà pel seu progressisme, per la seva defensa del sindicalisme i per negar-se a secundar la situació violenta de l'època. Excel·lí com a crític literari, sobretot de poesia, i publicà diverses obres, assaigs i articles sobre filosofia, sociologia i literatura. D'un estil elegant i diàfan, influí molt en el moviment de renovació cristiana dels anys republicans i pot ser considerat el pensador més original de la democràcia cristiana a Catalunya.

## Obres
- Poetes i crítics (1925)
- Les cent millors poesies de la llengua catalana (1925) («exemplar digitalitzat».)
- Amics i terra amiga (1932)
- En el llindar de la filosofia (1960)
- Eugeni d'Ors, etapa barcelonina (1965)
- Estudis i lectures (1965)
- Del retorn a casa (1971)